# Broeckemolen

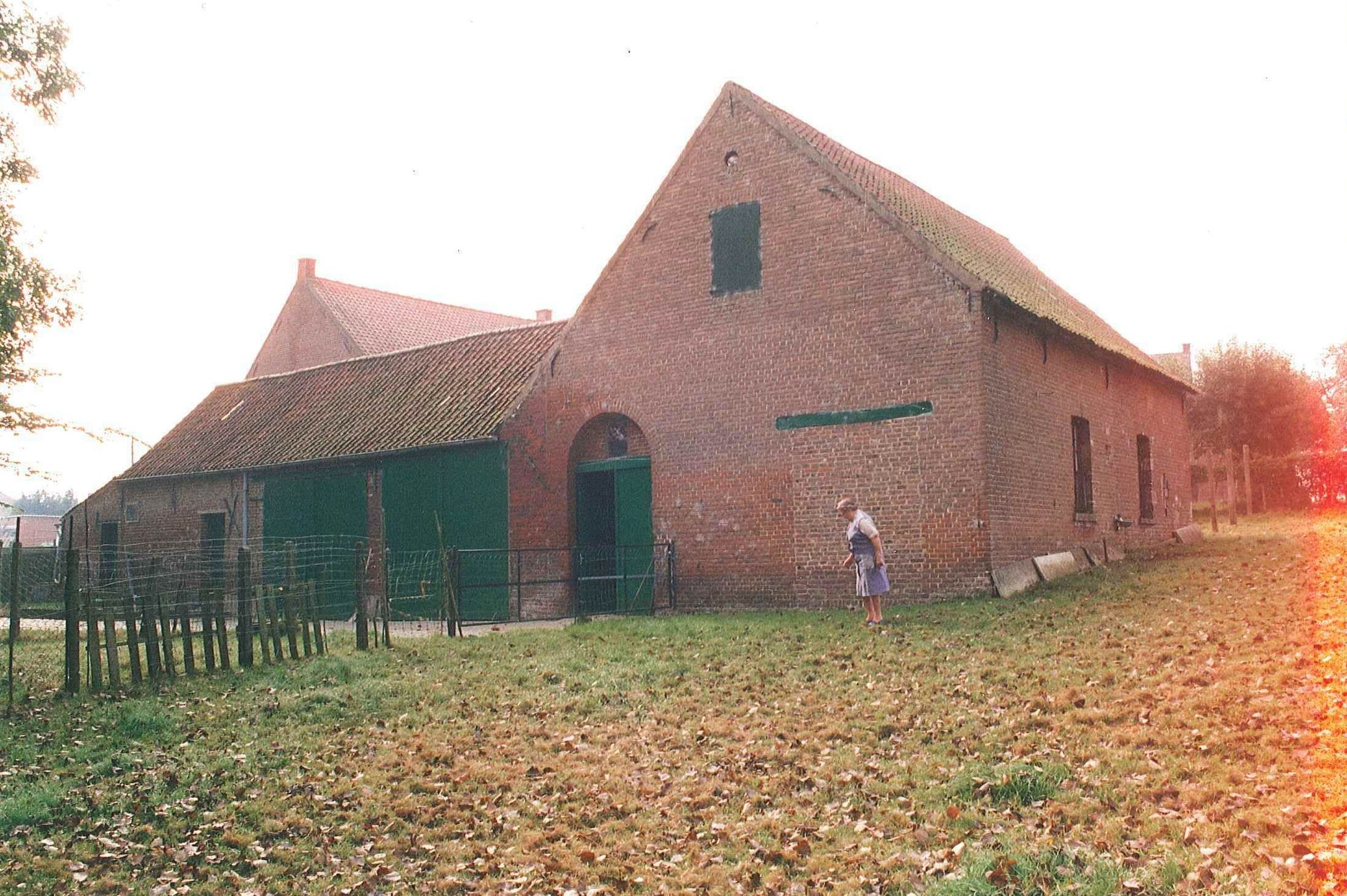

De Broeckemolen is een voormalige watermolen op de Broeke- of Meulebeek  aan de Beekstraat in Sint-Maria-Lierde in de Belgische gemeente Lierde. De watermolen met molenvijver werd opgericht in 1848 en in gebruik genomen in 1849 door P. De Vulder en J. Laurent. De maalinrichting bleef bewaard en omvat drie steenkoppels (een Belgisch, een Engels en één getekend "Société Mulière Ferté-sous-Jouarre France").
- Inventaris van het Bouwkundig Erfgoed (Vlaanderen): 74247